# Martin Menétrey
Martin Menétrey  (* 17. September 1997) ist ein ehemaliger Schweizer Unihockeyspieler, der bei den Nationalliga-A-Vereinen SV Wiler-Ersigen und den Unihockey Tigers Langnau unter Vertrag stand.

## Karriere

### Verein

#### Unihockey Tigers Langnau
Menétrey stand während der Saison 2013/14, als er noch Torhüter der U18-Mannschaft war, erstmals im Kader der Unihockey Tigers Langnau. Er wurde jedoch nicht eingesetzt.

#### UHC Thun
2015 wechselte er in den Nachwuchs des UHC Thun. Nach einer Saison verliess er die Thuner in Richtung Emmental.

#### SV Wiler-Ersigen
Während den Saisons 2016/17 und 2017/18 stand er primär im Kader der U21-Mannschaft, stand jedoch ein respektive drei Mal im Kader der ersten Mannschaft. 2018 wurde er altersbedingt fix in das Kader der ersten Mannschaft des Rekordmeisters ausgenommen.
Nach dem verlorenen Superfinal 2021 verkündete der SV Wiler-Ersigen, dass Menétrey seine Karriere aufgrund der beruflichen Tätigkeit beenden werde.

### Nationalmannschaft
2014 wurde Menétrey von Sascha Rhyner für drei Länderspiele der U19-Nationalmannschaft aufgeboten.
Im August 2018 wurde er von Simon Linder für die neugegründete U23-Nationalmannschaft nominiert und nahm mit ihr an den Länderspielen im lettischen Valmiera teil.